# Distretto di Waeng
Il distretto di Waeng (in thailandese: แว้ง) è un distretto (amphoe) della Thailandia, situato nella provincia di Narathiwat.